# Александар Миладиновић
Александар (Милентија) Миладиновић (Велика Плана, 14. јун 1887 — 17. aприл 1985) био је српски ратник. Носилац је Карађорђеве звезде са мачевима, одликован Обилића медаљом златном и сребрном, као и орденом Осветника Косова и носилац је Албанске споменице за верност отаџбини.

## Биографија
Рођен је 14. јуна 1887. гдоине у Великој Плани, срез прокупачки, од оца Милентија и мајке Ранђије. Учесник је у свим ратовима од 1912—1918. године, више пута је рањаван и одликован. Прешао је преко Албаније и учествовао у борбама на Солунском фронту. У борби 26.12.1916. године тешко је рањен у десну руку, раме, плећку и главу. Тада је одликован Сребрном медаљом за храброст. После опоравка у болници учествовао је у пробоју Солунског фронта 1918. године, када се посебно истакао и за подвиге у том пробоју одликован је Златним војничким орденом КЗ са мачевима.
После ратова радио је као чиновник у пореској управи у Љубовији. Са супругом Зорком није имао деце у браку.